# Nikolai Anatoljewitsch Watolin
Nikolai Anatoljewitsch Watolin (russisch Николай Анатольевич Ватолин; * 13. November 1926 in Swerdlowsk; † 11. August 2018) war ein russischer Physikochemiker und Hochschullehrer.

## Leben
Watolins früh verstorbener Vater war Angestellter im Maschinenbauwerk Uralmasch in Swerdlowsk. Watolin studierte in Swerdlowsk am Lehrstuhl für Stahlmetallurgie der metallurgischen Fakultät des Uraler Polytechnischen Instituts mit Abschluss 1949. Darauf arbeitete er zunächst im Stahl-Laboratorium im Uraler Werk für Schwermaschinenbau und dann ab 1950 im Metallurgischen Institut der Ural-Abteilung der Akademie der Wissenschaften der UdSSR (AN-SSSR). Sein Lehrer war dort Oleg Alexejewitsch Jessin. 1954 verteidigte Watolin seine Kandidat-Dissertation. 1966 wurde er zum Doktor der technischen Wissenschaften promoviert. Er war Direktor dieses Instituts von 1968 bis 1998. Er wurde 1970 zum Korrespondierenden Mitglied der AN-SSSR gewählt. 1973 wurde er Professor am Lehrstuhl für Chemie der Uraler Staatlichen Berguniversität in Swerdlowsk.
Im Mittelpunkt der Arbeit Watolins standen die strukturempfindlichen Eigenschaften der flüssigen Metalle und Legierungen und insbesondere ihre elektrischen Eigenschaften. Er untersuchte nichtstöchiometrische Oxidschmelzen mit Übergangsmetallionen. Unter seiner Leitung wurde ein Hochtemperatur-Diffraktometer entwickelt, um die atomaren Strukturen und die Atomwechselwirkungen in metallischen und oxidischen Schmelzen zu untersuchen. Auch wurde die Wechselwirkung von fester und flüssiger Phase in Eisenbasisschmelzen bei der Kristallisation untersucht. Ende der 1970er Jahre wurde als neue Forschungsrichtung die thermodynamische Computermodellierung vielkomponentiger anorganischer Systeme eingeführt. Weitere Arbeitsschwerpunkte waren die komplexe Nutzung der metallurgischen Rohstoffe im Uralgebiet, die Nutzung der Rückstände der Prozesse der Stahl- und Buntmetallurgie und die Extraktion von Vanadium aus Konverterschlacken im Metallurgiewerk Tschussowoi und im NTMK.
1981 wurde Watolin Wirkliches Mitglied der AN-SSSR. 1983–1988 war er Erster Vizevorsitzender des Präsidiums des Wissenschaftszentrums Ufa der AN-SSSR. Er war Vorsitzender des Wissenschaftlichen Rates für die physikalisch-chemischen Grundlagen der metallurgischen Prozesse und Vizevorsitzender des Wissenschaftlichen Rates für Metallurgie und Metallkunde.
Watolins Sohn Anatol Nikolajewitsch ist Doktor der chemischen Wissenschaften und Professor.

## Ehrungen, Preise
- Leninorden
- Orden des Roten Banners der Arbeit
- Orden der Ehre
- Staatspreis der UdSSR (1981, 1992)
- Staatspreis der Russischen Föderation
- Preis der Regierung der Russischen Föderation
- Goldene Kurnakow-Medaille der Russischen Akademie der Wissenschaften (RAN) (1995)
- Demidow-Preis (1997)
- Bardin-Preis der RAN